# Desarmament nuclear

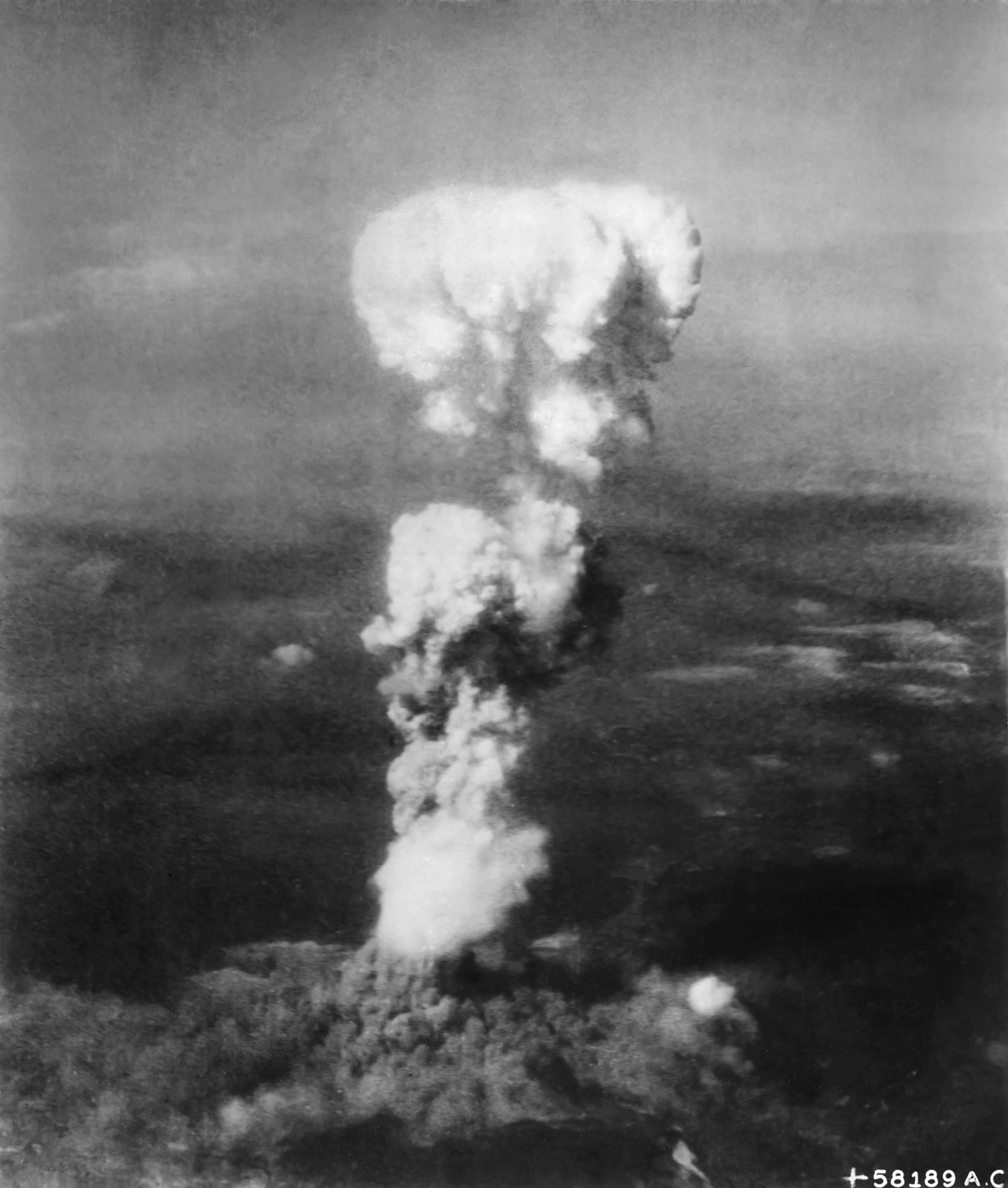
Núvol radioactiu sobre la ciutat d'Hiroshima després del llançament de la bomba atòmica, anomenada Little Boy, des de l'avió Enola Gay (1945).

El desarmament nuclear es refereix tant a l'acte de la reducció com la de l'eliminació de les armes nuclears, per tal d'assolir un estadi final on el món estigui lliure d'aquestes armes.
Entre els grups pel desarmament nuclear s'inclouen la Campanya per al Desarmament Nuclear, Greenpeace, Associació Internacional de Metges per a la Prevenció de la Guerra Nuclear, Alcaldes per la Pau, Global Zero, i la Campanya Internacional per l'Abolició de les Armes Nuclears. Hi ha hagut moltes manifestacions i protestes antinuclearlears de grans dimensions. El 12 de juny de 1982, un milió de persones es van manifestar al Central Park (ciutat de Nova York) en contra de les armes nuclears i el cessament de la carrera armamentística de la Guerra Freda. Va ser la major protesta antinuclear i la major manifestació política en la història dels Estats Units.
En els últims anys, alguns estadistes dels Estats Units també han advocat pel desarmament nuclear. Així Sam Nunn, William Perry, Henry Kissinger i George Shultz han instat els governs a adoptar la visió d'un món lliure d'armes nuclears, i en diverses columnes han proposat un ambiciós programa de mesures urgents per a aquest fi. També s'han creat organitzacions com Global Zero, un grup no partidista internacional compost per 300 líders mundials dedicat a aconseguir el desarmament nuclear.
Els defensors del desarmament nuclear diuen que disminuiria la probabilitat que es produeixi una guerra nuclear, especialment de forma accidental. Els crítics del desarmament nuclear diuen que soscavaria la dissuasió.